# Józef Pankiewicz

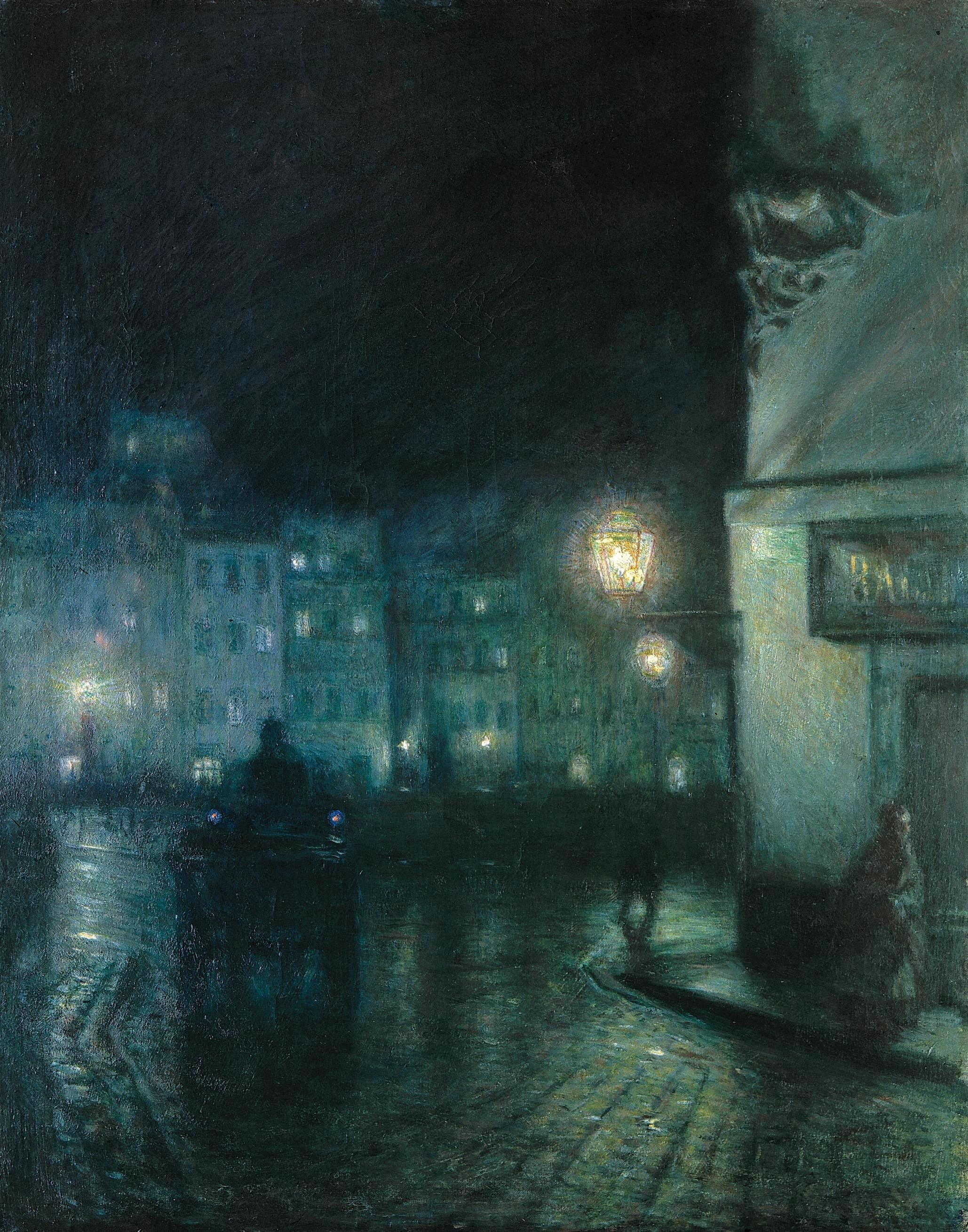
El mercado del barrio viejo por la noche (1892), Muzéum Narodówe, Poznań

Józef Pankiewicz (Lublin, 29 de noviembre de 1866-La Ciotat, 4 de julio de 1940) fue un pintor, grabador y pedagogo polaco. 

## Biografía
Estudió en la Academia de Bellas Artes de Varsovia con Wojciech Gerson y Aleksander Kamiński. En 1885 amplió estudios en la Academia Imperial de las Artes de San Petersburgo. En 1889 visitó con su amigo Władysław Podkowiński la Exposición Universal de París, donde contactó por primera vez con el impresionismo. Al año siguiente organizaron una exposición de sus obras en Varsovia, considerada el punto de partida del impresionismo polaco. Entre 1897 y 1906 viajó por diversos países europeos, como Italia, Francia, Reino Unido, Países Bajos y Bélgica. En 1906 fue nombrado profesor de la Academia de Bellas Artes de Cracovia. Esta ciudad pertenecía por entonces al Imperio austrohúngaro, por lo que Pankiewicz contactó por entonces con el secesionismo vienés.
En 1911 conoció a Claude Monet en Giverny. Durante la Primera Guerra Mundial residió en España, donde entró en contacto con el cubismo de Picasso y Braque. En 1925 se instaló en París, donde dirigió la filial en esa ciudad de la Academia de Bellas Artes de Cracovia.
Su estilo evolucionó en diversas fases: en sus inicios siguió el estilo realista de Aleksander Gierymski, hasta que en su estancia en París recibió la influencia del impresionismo (Mercado de flores cerca de la Madeleine de París, 1890, Museo de Poznań); posteriormente recibió el influjo del simbolismo, con preferencia por el género del nocturno (Cisnes en el jardín de Sajonia, 1896, Museo de Cracovia). Además de paisajes elaboró retratos y escenas de interior. También destacó en el grabado, especialmente al aguafuerte.
Fue miembro de la sociedad Sztuka (Arte), fundada en Cracovia en 1897 con el objetivo de impulsar el arte contrario al academicismo y fomentar el circuito de exposiciones en Polonia. Los miembros de este grupo mostraban tendencias artísticas que iban desde el impresionismo y simbolismo hasta el expresionismo.
Como profesor tuvo un gran ascendiente sobre el postimpresionismo polaco, especialmente sobre el movimiento denominado kapismo, fundado en 1923 por los alumnos de Pankiewicz, un estilo especialmente preocupado por el estudio del color, con influencia de Paul Cézanne y Pierre Bonnard.
En 1927 fue nombrado caballero de la Legión de Honor. En 1939, al comienzo de la Segunda Guerra Mundial, se trasladó a La Ciotat, cerca de Marsella, donde murió al año siguiente.